# Tour de Guangxi Femenino
El Tour de Guangxi Femenino (oficialmente Tour of Guangxi Women's WorldTour) es una carrera profesional femenina de ciclismo en ruta de un día que se disputa anualmente en la región de Guangxi, República Popular China. Es la versión femenina de la carrera del mismo nombre y se celebra el día de la última etapa de su homónima.
Su primera edición se corrió en 2017 como carrera del Calendario UCI Femenino y desde el año 2018 pasó a formar parte del UCI WorldTour Femenino.

## Palmarés
| Año  | Ganador                 | Segundo         | Tercero       |           |
| ---- | ----------------------- | --------------- | ------------- | --------- |
| 2017 | Maria Vittoria Sperotto | Amy Cure        | Lucy Garner   |           |
| 2018 | Arlenis Sierra          | Hannah Barnes   | Sara Mustonen |           |
| 2019 | Chloe Hosking           | Alison Jackson  | Marianne Vos  |           |
| 2020 | cancelada               | cancelada       | cancelada     | cancelada |
| 2021 | cancelada               | cancelada       | cancelada     | cancelada |
| 2022 | cancelada               | cancelada       | cancelada     | cancelada |
| 2023 | Daria Pikulik           | Chiara Consonni | Mia Griffin   |           |
| 2024 | Sandra Alonso           | Giada Borghesi  | Marta Lach    |           |
| 2025 |                         |                 |               |           |

## Palmarés por países
| País      | Victorias |
| --------- | --------- |
| Italia    | 1         |
| Cuba      | 1         |
| Australia | 1         |
| Polonia   | 1         |
| España    | 1         |